# Garland Pinholster
Garland Folsom Pinholster (Clyattville, 19 febbraio 1928 – Ball Ground, 20 settembre 2020) è stato un allenatore di pallacanestro statunitense.

## Carriera
Nel 1963 guidò gli Stati Uniti ai Giochi panamericani (medaglia d'oro) e ai Campionati mondiali (4º posto).
Nel 1962 fu introdotto nella Oglethorpe Athletic Hall of Fame  e nel 1980 nella Georgia Sports Hall of Fame.